# Tetraponera stipitum
Tetraponera stipitum é uma espécie de formiga do gênero Tetraponera, pertencente à subfamília Pseudomyrmecinae.